# Maladie mentale dans les médias
Les maladies mentales, également appelées troubles psychiatriques ou troubles psychiques, font souvent l'objet dans les médias de représentations peu conformes à la réalité. Les stéréotypes véhiculés conduisent le public, qui généralement ne s'informe pas auprès des experts, à assimiler le phénomène à une minorité de cas : les maladies mentales peuvent ainsi être associées dans l'imagerie populaire principalement à des individus violents et dangereux. Le public est également soumis à des représentations qui exagèrent la différence avec des personnes neurotypiques, alors que beaucoup de personnes ayant un handicap mental peuvent s'insérer sans difficulté dans la société. Les études montrent que les images médiatiques conduisent à augmenter la stigmatisation envers les personnes atteintes.

## Risques liés à la désinformation
Les maladies mentales sont souvent décrites de manière inexacte dans les médias. Quand les films, les programmes de télévision, les livres, les magazines et les programmes d’information stéréotypent souvent les malades mentaux comme étant violents, imprévisibles ou dangereux, ils généralisent des cas minoritaires, contrairement à la grande majorité des personnes atteintes de maladie mentale. Les médias étant souvent le principal moyen par lequel les gens sont exposés aux maladies mentales, lorsque les représentations sont inexactes, elles perpétuent davantage les stéréotypes, la stigmatisation et les comportements discriminatoires. Lorsque le public stigmatise les personnes atteintes de maladies mentales, les personnes atteintes de maladies mentales deviennent moins susceptibles de rechercher un traitement ou un soutien par peur d’être jugées ou rejetées par le public.
Cependant, avec un soutien approprié, non seulement la plupart des personnes atteintes de troubles psychiatriques sont en mesure de fonctionner correctement dans la société, mais beaucoup sont également capables de travailler avec succès et d’apporter des contributions substantielles à la société.

## Histoire
Selon la Fondation Robert Wood, les Américains obtiennent principalement des informations sur les maladies mentales à travers les médias de masse, plus précisément la télévision et les informations. De plus, lorsqu’il s’agit de croire aux idées présentées sur la maladie mentale, le public aligne plus souvent ses perceptions sur les représentations des médias de masse que sur les informations présentées par les experts du domaine.
En 2006, Heather Stuart a publié un article intitulé « Media Portrayal of Mental Illness and its Treatments », expliquant que l'image de la maladie mentale est principalement négative et que les personnes atteintes de maladies mentales sont souvent qualifiées de violentes et de criminelles. Le grand public ayant peu accès à la psychologie clinique et n’ayant que peu d’expérience en la matière, ses informations sur les patients psychiatriques proviennent principalement des médias de masse. Avec des connaissances limitées acquises à travers leurs propres expériences, il est à craindre que les images et les histoires rencontrées à travers les médias de masse puissent influencer les décisions et les jugements que le public prend lorsqu'il s'agit de sa propre vie ou de la formation de ses opinions politiques ou sociales, renforçant ainsi le rejet du public envers les patients psychiatriques. Alors que les médias perpétuent souvent les stéréotypes en utilisant un langage discriminatoire, de la désinformation et des interprétations erronées de la maladie mentale, ces représentations médiatiques négatives sont devenues le centre de l’attention des chercheurs.

## Cinéma et télévision
En ce qui concerne les représentations dans le divertissement, les personnages atteints de maladie mentale sont généralement représentés comme étant reconnaissables comme différents, exagérant souvent leurs manières et leur apparence pour les distinguer davantage des personnages neurotypiques. Au cours du siècle dernier, ils ont le plus souvent été représentés comme des méchants, souvent victimes ou auteurs de violences, et généralement dangereux.

### Évolution de la représentation des maladies mentales au cinéma
Un trope galvaudé utilisé au cinéma et à la télévision consiste à représenter les méchants ou les meurtriers comme des malades mentaux. Ce trope a évolué tout au long de l'histoire du cinéma. Il a été introduit pour la première fois au début des années 1900, dans des films comme Docteur Mabuse le joueur (1922) et Le Chat noir (1934), qui dépeignaient les méchants malades mentaux comme des médecins fous et maléfiques. Puis, avec l'essor des films d'Alfred Hitchcock, il a introduit le tueur en série dans Psychose (1960), dont le personnage a ensuite été utilisé dans des films comme Homicide (1961), Le Maniaque (1963), Paranoïaque (1963) et Nightmare (1963). Les années 1970 et 1980 ont apporté le genre populaire du film « slasher », introduisant des personnages d'horreur emblématiques tels que Michael Myers, Jason et Freddy Krueger des franchises Halloween, Vendredi 13 et Les Griffes de la nuit, respectivement.

### Représentations violentes de la maladie mentale
La stigmatisation négative qui entoure la maladie mentale a des conséquences réelles pour ceux qui souffrent de ces maladies. De nombreuses études, sous forme de modèles expérimentaux et d’enquêtes, ont conclu que l’exposition aux médias affecte la stigmatisation de la maladie mentale.
Malgré les représentations courantes dans les médias de personnages souffrant de troubles mentaux violents ou se livrant à des activités criminelles, ces cas sont beaucoup moins courants dans le monde réel que ce que les médias laissent entendre. Sur les plus de 40 millions de personnes aux États-Unis qui sont considérées comme souffrant de maladie mentale, la violence ou la criminalité ne surviennent que dans 10 à 12 % des cas de maladie mentale. Cependant, comme les films et les programmes de télévision utilisent ce trope pour raconter des histoires dramatiques, le public suppose souvent à tort que le monde réel reflète les représentations des médias de masse. Les chercheurs ont commencé à analyser cette tendance dans les années 1950, mais le problème persiste au XXIe siècle.
À la fin des années 1950, les préoccupations concernant la représentation des maladies mentales dans les médias de masse ont commencé à prendre de l’ampleur. À l'époque, les censeurs des chaînes de télévision étaient utilisés pour déterminer le niveau de visionnage (réservé aux adultes, adapté aux familles ou nécessitant un contenu modifié) qui était approprié en fonction du contenu du film. George Gerbner, avant de développer la théorie de la cultivation, a étudié les films censurés et a découvert qu'en 1951, seulement cinq films contenaient des représentations de maladie mentale. Cependant, en 1957, le nombre est passé à 170 films, ce qui démontre l'inquiétude croissante face aux fausses représentations et à leurs effets.
Même si l’inquiétude concernant les effets de ces phénomènes a commencé à croître, les représentations violentes sont restées les mêmes. Dans une étude longitudinale de 1989 menée par le Cultural Indicators Project, ils ont analysé la représentation de personnages souffrant de maladies mentales dans 1 215 programmes de télévision entre 1969 et 1985. Ils ont constaté que 3 personnages sur 4 étaient impliqués dans des situations violentes, soit en devenant victimes de violences, soit en les commettant. En plus des tendances violentes des personnages souffrant de troubles mentaux, ils s'éloignaient également de leurs proches et ne fonctionnaient souvent pas.
Finalement, près de 50 ans après l’une des premières études analysant la surutilisation de personnages violents et malades mentaux dans les médias, l’idée fausse persiste, même au 21e siècle. Diefenbach et West ont mené une étude de culture qui a examiné 84 heures de télévision aux heures de grande écoute sur les principaux réseaux en avril 2003. Ils ont découvert que les personnages souffrant de troubles mentaux à la télévision étaient beaucoup plus susceptibles de commettre des crimes violents que ce que l'on peut observer dans la réalité. Seulement 4 % des personnes atteintes de maladies mentales dans le monde réel sont décrites comme violentes, alors que 37 % des personnages souffrant de maladies mentales à la télévision sont dépeints comme violents.

## Représentations au cinéma
| Titre                            | Année de sortie |
| -------------------------------- | --------------- |
| Fight Club                       | 1999            |
| Un homme d'exception             | 2001            |
| Memento                          | 2000            |
| Au-delà de nos rêves             | 1998            |
| The Night Listener               | 2006            |
| L'Éveil                          | 1990            |
| Sideways                         | 2004            |
| Julien Donkey-Boy                | 1999            |
| Happiness Therapy                | 2012            |
| Vol au-dessus d'un nid de coucou | 1975            |
| Rain Man                         | 1988            |
| Black Swan                       | 2010            |
| Shutter Island                   | 2010            |
| Une fiancée pas comme les autres | 2007            |
| Gilbert Grape                    | 1993            |
| Les Trois Visages d'Ève          | 1957            |
| American Psycho                  | 2000            |
| Donnie Darko                     | 2001            |
| Le Silence des agneaux           | 1991            |
| Aviator                          | 2004            |
| Le Soliste                       | 2009            |
| Hantise                          | 1944            |
| Loose Cannons                    | 1990            |
| The King of Staten Island        | 2020            |
| Leaving Las Vegas                | 1995            |
| Une vie volée                    | 1999            |
| Little Miss Sunshine             | 2006            |
| The Skeleton Twins               | 2014            |
| Le Monde de Charlie              | 2012            |
| Joker                            | 2019            |
| Split                            | 2016            |

- Sideways donne une description précise de la dépression. La dépression (trouble dépressif majeur) est caractérisée comme un trouble de l’humeur qui provoque de graves sentiments de tristesse et de désintérêt[10]. L'un des personnages principaux du film, Miles Raymond, présente plusieurs signes de dépression, dont l'utilisation de substances (alcool) pour tenter de faire face aux échecs et aux pertes de sa vie, le manque d'espoir pour son avenir et une humeur constamment dépressive[11].
- Julien Donkey-Boy donne une description précise de la schizophrénie . La schizophrénie est l’une des maladies mentales les plus souvent mal comprises, et pourtant plus de 2 millions de personnes souffrent de cette maladie aux États-Unis[2]. Le terme schizophrénie vient d’ Eugen Bleuler et se traduit par « psyché divisée », car la psyché est divisée en plusieurs parties désorganisées[2]. Les symptômes comprennent, sans toutefois s’y limiter, des délires, des hallucinations et des troubles des pensées et des émotions. Ces symptômes empêchent les personnes atteintes de cette maladie de mener une vie normale, provoquant des dysfonctionnements sociaux et professionnels, nécessitant souvent une hospitalisation[2]. Le film met en scène un homme nommé Julien, qui présente plusieurs signes de schizophrénie. L’un de ces signes consiste à avoir des conversations avec des personnes qui ne sont pas là en réalité[12].
- Happiness Therapy donne une description précise du trouble bipolaire. Le trouble bipolaire est une maladie mentale caractérisée par une dysrégulation de l'humeur, souvent accompagnée d'épisodes dépressifs et maniaques, d'anxiété, d'hyperactivité, de sommeil irrégulier, d'agressivité et d'irritabilité[13]. Cette histoire suit une famille alors qu'elle doit faire face aux réalités de l'aide apportée à son fils après son retour à la maison après un traitement pour un trouble bipolaire[14].
- Une vie volée donne une description précise du trouble de la personnalité limite. Le trouble de la personnalité limite est une maladie mentale qui affecte la capacité d'une personne à gérer ou à contrôler efficacement ses émotions. Cela peut affecter la façon dont les gens se perçoivent eux-mêmes et les personnes qui les entourent, provoquant une instabilité et une incapacité à entretenir des relations saines[15]. Ce film suit le parcours d'une jeune femme vivant dans un établissement psychiatrique dans les années 1960, son traitement médical et la façon dont cela affecte ses relations avec elle-même et avec les autres personnages[16].
- Le Monde de Charlie donne un portrait précis du trouble de stress post-traumatique. Le trouble de stress post-traumatique est un état qui peut se développer après qu’une personne a vécu ou été témoin d’un événement traumatisant. Les symptômes peuvent inclure des pensées persistantes sur l’événement, une anxiété sévère et des cauchemars. Le SSPT se manifeste généralement de quatre façons : souvenirs intrusifs, évitement, pensées ou humeurs négatives et changements dans les réactions physiques ou émotionnelles[17]. Ce film suit Charlie, un lycéen de première année, alors qu'il navigue entre des relations platoniques et romantiques au milieu du traumatisme de son enfance causé par des abus sexuels commis par un membre proche de sa famille[18].

## Représentations à la télévision
La télévision est présente dans plus de 90 % des foyers américains et a une forte influence sur la façon dont les téléspectateurs perçoivent le monde. En termes de représentation des maladies mentales, la télévision a été pionnière en représentant ces maladies à travers des milliers de programmes sur près d'un siècle de contenu. Les médias dépeignent souvent les personnes atteintes de maladie mentale comme étant violentes ou imprévisibles, créant ainsi des représentations erronées et des stéréotypes nuisibles. Les recherches montrent que les téléspectateurs qui regardent davantage la télévision sont plus susceptibles d’avoir une opinion négative sur la santé mentale. Bien que la télévision ait souvent donné une image erronée de la santé mentale, on observe une évolution croissante vers des représentations plus précises et plus honnêtes.

### Télé-réalité
En ce qui concerne la téléréalité, il existe des programmes spécifiquement consacrés à mettre en valeur la vie et les luttes qui en découlent de personnes souffrant de maladies mentales spécifiques. Par exemple, la série télévisée à succès de la chaîne A&E, Hoarders, met en scène un ou deux individus et leur trouble obsessionnel compulsif . Tout au long d’un épisode, chaque individu travaille avec un psychologue ou un psychiatre, un organisateur professionnel ou un « spécialiste du nettoyage extrême » spécialisé dans le traitement de ce trouble.
Un autre programme du réseau A&E, Intervention, présente au public des personnes confrontées à la toxicomanie . Ce programme, au format similaire à Hoarders, suit l’histoire d’un ou deux individus qui souffrent de dépendance aux substances. Au cours d'un épisode, le public suit le quotidien des individus et est initié à la réalité de la vie avec cette dépendance. Les individus sont alors confrontés à un ultimatum dans lequel ils doivent décider s’ils souhaitent se réadapter ou risquer de perdre leur famille, leurs amis, leur abri et, dans la plupart des cas, leur aide financière. Ce programme télévisé de style documentaire est précieux car il renseigne les téléspectateurs sur l'ensemble du processus d'intervention, depuis l'introduction au processus d'intervention lui-même jusqu'à la manière appropriée de gérer une personne souffrant de dépendance. Cela réduit également efficacement la stigmatisation liée à la thérapie et démontre l’efficacité des interventions.

### Télévision pour enfants
Même s'il peut sembler peu probable que les programmes télévisés pour enfants contiennent des messages ou des représentations de maladies mentales, beaucoup d'entre eux contiennent des références à ces maladies. Une étude menée sur diverses émissions de télévision pour enfants en Nouvelle-Zélande a montré qu'une référence à la maladie mentale apparaissait dans 59 des 128 épisodes étudiés. Parmi ces 59 épisodes, on compte 159 références à la maladie mentale, le plus souvent constituées de vocabulaire et de descriptions de personnages. Les termes « fou », « déjanté » et « perdre la tête » figuraient parmi les trois références de vocabulaire les plus courantes. Conformément aux représentations cinématographiques, les apparences des personnages se composaient de traits du visage défigurés (dents, nez, etc.) et d'extrémités défigurées.
La maladie mentale a également été représentée dans divers films d’animation de Walt Disney. Une étude a examiné la représentation de la maladie mentale dans les films Disney et a découvert que 85 % de ces films faisaient référence à la maladie mentale et que 21 % des personnages étaient décrits comme malades mentaux. En moyenne, 4,6 références à la maladie mentale ont été faites dans ces films, les termes les plus couramment utilisés étant « fou », « déjanté » ou « cinglé ». L'étude a souligné que Maurice, de La Belle et la Bête, était souvent décrit comme malade mental, qualifié de fou et qu'on avait même tenté de l'envoyer dans un asile.
Une autre étude a examiné 40 programmes pour enfants sur Netflix, analysant 339 épisodes à la recherche de références à la maladie mentale. L’étude a révélé que 23 de ces programmes contenaient au moins une référence à la maladie mentale, avec 58 épisodes comportant de telles références. Elle a également noté des différences dans la manière dont les personnages masculins et féminins atteints de maladie mentale étaient représentés. Les personnages masculins étaient souvent décrits comme violents ou agressifs, tandis que les personnages féminins étaient présentés comme « fous » ou obsessionnels. Par exemple, le personnage de Miss Ackerman dans iCarly a été décrit comme « fou » et « cinglé ». L'étude a conclu que les progrès réalisés dans la lutte contre la représentation des maladies mentales dans les émissions de télévision pour enfants ont été limités, et que de nombreuses représentations négatives sont toujours présentes.

### Approches des plateformes de streaming multimédia
L’augmentation de la popularité du contenu en streaming sur des plateformes telles que Netflix, Hulu, Max et Amazon Prime Video a facilité l’accès aux médias pour les téléspectateurs, ainsi qu’une diminution de la réglementation du contenu télévisuel. Depuis qu’il est devenu plus facile pour le public d’accéder à différentes formes de médias, notamment aux films, aux séries télévisées ou à d’autres programmes dans le monde entier, le service de streaming populaire Netflix présente différentes approches de la maladie mentale avec des représentations variées. Parmi les séries proposées par Netflix, l'étude récente explorant la série 13 Reasons Why a révélé que les représentations des phénomènes de santé mentale influencent positivement les perceptions de l'individu dans la compréhension des normes perçues concernant les problèmes de santé mentale, comme le fait de demander de l'aide aux autres et de discuter du suicide avec des personnes à des fins de prévention.
13 Reasons Why est une série originale Netflix dont l'intrigue tourne autour d'une lycéenne, Hannah Baker, qui se suicide dans la finale de la première saison. Une controverse a surgi autour de cette émission de télévision, notamment autour de l'idée de lier le suicide de Baker à une forme de colère et de vengeance,. Certains affirment qu'on met trop l'accent sur la façon dont Hannah s'est suicidée, y compris les images explicites, et pas assez sur les véritables raisons qui ont poussé Hannah à mettre fin à ses jours. D'autres soulignent également la façon dont des émissions comme 13 Reasons Why ne font que survoler et couvrir la surface de ces questions, désensibilisant ainsi en quelque sorte quelque chose d'aussi important que le suicide. Par exemple, cette émission en particulier a été accusée de ne pas beaucoup parler de santé mentale dans sa première saison (à part le suicide lui-même). En outre, l'Alliance nationale pour la santé mentale (NAMI) soutient également que la représentation d'un « suicide planifié » est préjudiciable, car les suicides sont rarement planifiés.

## Nouvelles
Tout comme les représentations des maladies mentales dans les divertissements, les programmes d’information et les publications ont tendance à déformer les causes, les symptômes et les traitements des maladies mentales. Le plus souvent, le message central véhiculé est que les personnes atteintes de maladies mentales sont violentes, criminelles, dangereuses et doivent être évitées. De plus, lorsqu’il s’agit des médias d’information, seules les histoires les plus passionnantes et les plus sensationnalistes ont tendance à faire les gros titres. Cet afflux d’histoires violentes impliquant des personnes atteintes de maladie mentale fait paraître ces cas plus courants qu’ils ne le sont en réalité.
Lorsqu'ils traitent de sujets liés à la maladie mentale, les journalistes sont plus susceptibles d'interviewer des membres de la famille ou des proches d'une personne atteinte de maladie mentale plutôt que la personne elle-même atteinte de maladie mentale. Cette tendance élimine la possibilité pour le public d’avoir un contact parasocial avec des personnes souffrant directement de maladie mentale. L’hypothèse du contact parasocial postule que les représentations positives des groupes minoritaires dans les médias aident à réduire les stigmates et les stéréotypes entourant ces groupes. Lorsque les publics ont la possibilité d’avoir un contact parasocial, ils ont tendance à développer des attitudes, des pensées et des croyances plus positives à l’égard de la maladie et des personnes qui en souffrent. Par conséquent, lorsque les personnes atteintes de maladie mentale se voient refuser la possibilité de s’exprimer, le public est plus susceptible de se forger une opinion défavorable d’elles et de leur maladie.
À l’avenir, alors que le public devient de plus en plus conscient de l’impact que les médias de masse peuvent avoir sur la perception qu’a le public des maladies mentales, les journalistes sont encouragés à utiliser le manuel de style de l’Associated Press lorsqu’ils traitent des maladies mentales. Ces lignes directrices aident à atténuer l’utilisation de l’argot et du langage discriminatoire. De même, l’Organisation mondiale de la santé fournit également des lignes directrices aux médias lorsqu’ils discutent du suicide afin de prévenir les cas d’ effet Werther. Cependant, même avec des directives et des modèles stricts, la couverture médiatique des maladies mentales peut créer une controverse importante, tant pour les médias que pour les journalistes eux-mêmes.

### Controverse au sein du secteur de l'information
En 2012, India Knight a écrit une chronique dans le Sunday Times de Londres sur la dépression. En réponse, Alastair Campbell, chroniqueur au Huffington Post, a décrit sa détresse face à ses écrits selon lesquels « tout le monde est déprimé » et qu'« il n'y a pas de stigmatisation dans la dépression ».
Campbell a discuté du caractère inapproprié des choix de mots de Knight. En écrivant que « tout le monde est déprimé », a-t-il commenté, elle a montré qu'elle faisait partie d'un groupe qui ne croit pas que la dépression clinique est une maladie. Campbell a affirmé que l’article de Knight renforçait la réalité selon laquelle la dépression est toujours stigmatisée. Il a noté que même dans la profession médicale, les gens ont peur de dire à leurs employeurs qu'ils souffrent de dépression parce qu'ils ne seraient pas pleinement compris comme ils le seraient s'ils souffraient d'une « maladie physique ». Campbell a écrit sur la lutte pour faire comprendre la maladie mentale et a décrit l'article de Knight comme « inutile, potentiellement dommageable et montrant certainement que nous avons encore beaucoup de chemin à parcourir ».

## Représentations dans les médias
Les représentations inexactes de la santé mentale dans les médias affectent en fin de compte les pensées, les attitudes, les opinions et les croyances du public, non seulement à l’égard des personnes atteintes de maladie mentale, mais également à l’égard des maladies elles-mêmes, du traitement requis et des politiques publiques nécessaires pour mettre en œuvre des initiatives de changement. Mais ces histoires dramatiques ne sont peut-être pas les seules responsables de l’influence de l’opinion publique. Les schémas cohérents de désinformation, de cadrage et de perspectives unilatérales ont la même capacité à façonner la perception du public.
En 1991, une analyse du contenu des articles de United Press International a révélé que les articles sur les patients psychiatriques impliquaient généralement des crimes violents. Dans une étude similaire menée par Wahl, Wood et Richards, ils ont analysé les thèmes communs présents dans les articles de 1999 sur la maladie mentale dans six grands journaux : The New York Times, The Washington Post, St. Louis Post-Dispatch, The Boston Globe, Los Angeles Times et le St. Petersburg Times (Tampa Bay Times). Parmi les 300 articles sélectionnés au hasard contenant l’expression « maladie mentale », la dangerosité était le thème dominant dans les six publications, avec 26 % impliquant la violence ou l’activité criminelle d’une personne malade mentale. La tendance constante à associer maladie mentale et violence conduit non seulement le public à avoir peur ou à éviter les personnes atteintes de maladie mentale, mais également à être moins enclin à offrir ou à soutenir des soins communautaires.
De plus, lorsque les médias décrivent les personnes atteintes de maladie mentale comme violentes, il en résulte une demande accrue de la part du public pour un « traitement forcé », comme l’illustre la tragédie qui a conduit à l’instauration de la loi Kendra à New York. En 1999, Andrew Goldstein a poussé Kendra Webdale sur les voies du métro de New York. Les articles de presse suivants ont qualifié Goldstein de « psychopathe du métro » et ont par la suite plaidé pour son bannissement de la voie publique. Ce soulèvement a conduit à l'établissement de la loi Kendra, qui a permis au tribunal d'ordonner aux personnes souffrant de maladies mentales de suivre des programmes de traitement ambulatoires.
La sursaturation d’histoires liant maladie mentale et violence empêche les personnes atteintes de maladie mentale de mener une vie normale. De nombreux employeurs sont réticents à embaucher des personnes ayant des antécédents ou des problèmes actuels de santé mentale. Bien que la Commission pour l’égalité des chances en matière d’emploi établisse des lignes directrices pour décourager la discrimination à l’embauche, la stigmatisation persiste sur le lieu de travail.
Enfin, la saturation des histoires de personnes malades mentales violentes ou criminelles éclipse le besoin d’histoires positives ou même neutres. En ce qui concerne la couverture médiatique des maladies mentales, les reportages sont en grande majorité négatifs et ont tendance à se concentrer uniquement sur les aspects liés au dysfonctionnement ou au handicap. Les histoires de rétablissement ou de réussite sont rarement partagées. Cette présentation cohérente des histoires sur la maladie mentale conduit finalement à une myriade d’effets.

## Effets des représentations médiatiques
Les médias sont indirectement responsables de la façon dont le public perçoit la maladie mentale. Même si les représentations extrêmement inexactes produisent souvent des effets négatifs, elles peuvent aussi avoir des conséquences positives.

### Effets positifs
À mesure que le public prend conscience de la nature stéréotypée des représentations des maladies mentales, un nombre croissant d’études sont menées pour examiner comment les messages médiatiques peuvent affecter positivement le public en réduisant la stigmatisation. Des recherches ont montré que les reportages d’actualité sont beaucoup plus susceptibles de susciter des commentaires et des réactions positives du public s’ils utilisent la lutte contre la stigmatisation dans leur narration plutôt que des stéréotypes et un langage discriminatoire.
Dans un sens plus spécifique, les médias présentant un récit réaliste de la maladie mentale peuvent donner aux professionnels de la santé un aperçu de la vie et des réalités de la vie avec une telle maladie. Les recherches sur les aspects éducatifs du film pour les étudiants infirmiers de tous les domaines ont suggéré que les films de différents genres, y compris les histoires de vie, les aventures et autres, ont fourni des informations pratiques pour comprendre l'expérience et les perspectives des patients dans différents environnements.
Une autre recherche a également révélé les aspects positifs des films à des fins éducatives sur les étudiants dans les domaines médicaux (cliniques). Les films fournissent des enseignements précieux aux individus pour comprendre les cas spécifiques et les plans de traitement appropriés pour les patients. Même si certains craignent que les films ne soient pas destinés à des fins éducatives mais à des fins de divertissement, les chercheurs suggèrent que les films apportent des résultats positifs dans les expériences d'apprentissage des étudiants. En ce qui concerne le rôle positif du cinéma dans l'éducation, une étude de cas analysant les étudiants dans les domaines médicaux a révélé que l'utilisation appropriée des films peut fournir des idées utiles dans l'application de compétences pratiques liées aux domaines médicaux, telles que l'éthique médicale, les relations médecin-patient et la maladie mentale.

#### Révélations de célébrités
L’influence des célébrités et leurs propres expériences personnelles en matière de maladie mentale peuvent contribuer à réduire les stéréotypes et la stigmatisation entourant la maladie mentale. Des stars, dont Lady Gaga, Serena Williams, Adele et Dwayne Johnson, ont récemment révélé leurs problèmes de santé mentale. Les célébrités qui dévoilent leurs expériences personnelles peuvent aider à informer le public sur les symptômes et les services concernant la santé mentale, permettant ainsi aux problèmes de santé mentale de sembler plus normaux et acceptés. Selon la théorie de l’apprentissage social, les gens adoptent souvent des comportements en observant les autres, en particulier les célébrités, et en voyant les résultats de leurs actions. Lorsqu'une célébrité révèle ses problèmes de santé mentale et continue de réussir et d'être respectée, cela peut aider à réduire la peur de faire face à des conséquences négatives pour avoir partagé des expériences personnelles,.

### Effets négatifs
Il existe toutefois des inquiétudes quant au rôle des films dans la façon dont les jeunes perçoivent la maladie mentale. Des recherches antérieures sur le film Vol au-dessus d'un nid de coucou (1975) auprès d'étudiants universitaires ont révélé que la représentation de la maladie mentale peut influencer négativement les attitudes de l'individu à l'égard des personnes atteintes de maladie mentale, des institutions psychiatriques et des facteurs associés, conduisant à la discrimination et à un manque général d'opportunités de travail, de logement et de recherche de communauté pour les personnes souffrant de maladie mentale.
Les idées fausses du public sur certaines maladies mentales constituent une menace plus importante que ses opinions et jugements négatifs sur les personnes souffrant de problèmes de santé mentale. Cela peut altérer leur capacité à reconnaître les signes et les symptômes de certaines maladies mentales chez eux-mêmes ou chez des personnes qu'ils connaissent s'ils ne correspondent pas à l'image qu'ils ont appris à connaître et à reconnaître à travers les médias. Beaucoup de gens croient que le contenu des médias de masse sur la santé mentale est vérifié par des professionnels pour en garantir l’exactitude et qu’il est donc sûr d’y croire et d’en tirer des conclusions. Cependant, comme de nombreuses émissions de télévision ne font rien de tel, les gens sont amenés à croire à des représentations inexactes. En outre, la représentation par les médias de maladies mentales entraînant des comportements violents ou dangereux peut amener le public à croire que les personnes atteintes de maladie mentale sont plus susceptibles de nuire aux autres qu'en réalité. Ce phénomène peut conduire le public à être moins enclin à aider ou à rendre visite à ses amis et à sa famille qui souffrent de maladie mentale.
Dans une étude de recherche précédente, les chercheurs ont découvert que la représentation du personnage « paria » atteint de maladie mentale dans un film tend à susciter des évaluations négatives de la part des enfants. À ce propos, l’étude a révélé que cela pouvait amener les enfants à s’accrocher à des niveaux importants de stigmatisation en étiquetant négativement les personnes atteintes de maladie mentale, même lorsqu’ils grandissent, D’autres recherches spécifiquement axées sur un film particulier, Joker, ont révélé que la représentation des personnes atteintes de maladie mentale semble être négative envers le public. À cet égard, les chercheurs ont démontré leurs inquiétudes quant au fait que le film Joker pourrait aggraver l’auto-stigmatisation des personnes atteintes de maladie mentale en mettant l’accent sur les représentations négatives.
Un autre effet troublant est que l’imagerie stéréotypée, associée au manque de points de vue alternatifs, dissuade encore plus les personnes atteintes de maladie mentale de rechercher de l’aide ou un traitement. En raison de la vision généralement négative des maladies mentales, qu’elle soit fondée ou non sur la vérité, les personnes qui souffrent d’une maladie mentale se sentent souvent découragées, gênées ou honteuses de leur diagnostic. Ces sentiments peuvent conduire les personnes atteintes de maladies mentales à s’éloigner de leurs proches et à éviter souvent de demander de l’aide ou un traitement par peur du rejet.

#### Suicides de célébrités
Un autre effet négatif que peut provoquer la fausse représentation des maladies mentales à travers les médias est le suicide par imitation. Comme pour les décès des célébrités Kate Spade et Robin Williams, l'affaire fait l'objet d'une couverture médiatique abondante. Une étude de l'Université Columbia a révélé que « les suicides ont augmenté de près de 10 % de plus que prévu dans les mois qui ont suivi la mort de Robin Williams en août 2014 », en particulier en ce qui concerne la méthode utilisée par Robin Williams lui-même (une augmentation de 32 %),. Ces résultats étayent l'idée de la contagion du suicide, que le ministère américain de la Santé et des Services sociaux (HHS) définit comme « l'exposition au suicide ou à des comportements suicidaires au sein de sa famille, de son groupe de pairs ou par le biais de reportages sur le suicide dans les médias, et qui peut entraîner une augmentation du suicide et des comportements suicidaires. »

## Médias sociaux et représentation de la santé mentale
La maladie mentale est souvent évoquée sur les réseaux sociaux et plusieurs études ont établi un lien entre elle et des troubles psychiatriques graves,. Des études telles que celle menée en 1998 par Robert E. Kraut ont montré qu'Internet peut avoir un impact sur la vie quotidienne d'une personne et que des périodes de temps en ligne plus longues peuvent avoir un impact négatif sur les relations interpersonnelles et les interactions sociales, ce qui peut à son tour conduire à une augmentation de la dépression et de l'aliénation.
Aujourd’hui, les plateformes de médias sociaux telles que Twitter ou Instagram ont augmenté le nombre d’interactions personnelles avec d’autres utilisateurs. Des recherches actuelles explorent le rôle des médias sociaux pour aider les gens à trouver des ressources et des réseaux pour soutenir leur santé mentale. L’interconnectivité entre les utilisateurs via les médias sociaux a encouragé de nombreuses personnes à demander de l’aide à des professionnels tout en réduisant la stigmatisation entourant les maladies mentales. Bien que ces affirmations soient encore à l’étude, on constate une augmentation notable de la communication au sein des médias sociaux dans leur ensemble.
L’enquête sur la santé écossaise a mené une étude sur le temps passé devant un écran et la santé mentale des individus. L’étude a conclu que les adultes âgés de 16 à 99 ans qui regardent la télévision plus de trois heures par jour sont plus susceptibles d’avoir une mauvaise santé mentale. Trois heures ou plus de temps passé devant la télévision ou un écran chez les enfants entraînent une tendance à la baisse de la positivité en matière de santé mentale. L’étude a conclu qu’il existe une corrélation entre le temps passé devant un écran et le déclin de la santé mentale.

### TikTok
TikTok est devenu particulièrement une plateforme de médias sociaux où l’on parle plus librement de santé mentale et de maladies. Les National Institutes of Health (NIH) ont publié en 2015 que plus d'un tiers des Américains utilisent Internet pour aider à « diagnostiquer leurs maladies », y compris les maladies mentales. Les vidéos TikTok faisant la promotion de l'autodiagnostic ou des symptômes possibles de différentes maladies ont fait croire à un nombre croissant d'internautes qu'ils souffraient d'un trouble, alors qu'en réalité, c'est peut-être le cas ou non. De plus, TikTok suit les dernières tendances, et certaines tendances touchent à la santé mentale (positivement ou négativement, selon le point de vue). Une tendance, comme l’explique le Philadelphia Magazine, utilise le jeûne intermittent pour guérir l’anxiété. Cependant, certaines personnes, y compris des conseillers agréés comme Akua K. Boateng soutiennent que ces conseils sont en réalité très préjudiciables, car ils favorisent en réalité de mauvaises habitudes mentales, y compris le développement possible de troubles de l'alimentation.
D'autres tendances, notamment les TikToks « Ce que je mange en une journée », ont également été qualifiées de nocives par les professionnels de la santé, car ces vidéos peuvent conduire les spectateurs à des habitudes de comparaison malsaines et à des objectifs de développement du « corps socialement accepté ». Étant donné que la majorité de ces vidéos s'adressent particulièrement aux femmes, beaucoup pensent que les spectateurs peuvent devenir plus vulnérables, ce qui peut conduire à des habitudes alimentaires malsaines.

### Tumblr
Il existe une large population d'utilisateurs s'identifiant comme souffrant de maladies mentales sur Tumblr, où la possibilité de publier davantage de contenu non filtré a conduit certains individus à sensationnaliser et à glorifier les maladies mentales et le suicide. Une thèse sur la poésie de Tumblr explique comment « le site sert à la fois de lieu de soulagement pour les personnes souffrant de troubles de santé mentale, ou même simplement de douleurs de croissance quotidiennes, mais il peut également agir comme une source d'activation pour les utilisateurs qui utilisent le site comme une chambre d'écho pour leurs propres mécanismes d'adaptation problématiques, impliquant un problème de pensée de groupe qui peut exister dans ce type d'espace numérique. » Le personnel de Tumblr a tenté d'empêcher l'utilisation de sa plateforme pour romancer la maladie mentale en modifiant ses politiques en 2012 pour interdire le contenu faisant activement la promotion ou la représentation de l'automutilation et en affichant des annonces d'intérêt public au lieu de résultats lorsque les utilisateurs recherchent des mots-clés liés à l'automutilation, tels que « proana », « thinspo », « thinspiration », « purge », « boulimie », « anorexique », et plus encore.

### YouTube
Alors que les médias de masse renforcent souvent les stéréotypes et les stigmates au sein du public, les plateformes de médias sociaux comme YouTube peuvent être un lieu où les utilisateurs en ligne peuvent discuter de la culture de discrimination et de préjugés entourant la santé mentale et plaider en faveur du changement. Les plateformes comme YouTube, qui encouragent les gens à contribuer et à remettre en question les normes, ont ouvert des opportunités pour changer le discours entourant la santé mentale et les représentations des maladies mentales. Le vlogging, ou « autopathographie », est devenu un excellent outil pour les personnes souffrant de maladie mentale, leur permettant de retrouver leur autonomie en partageant leurs propres histoires et points de vue sur les maladies elles-mêmes. Il a été démontré que cette approche de flux de conscience recueille davantage de soutien du public, car les spectateurs se sentent plus personnellement connectés aux histoires racontées.

### Mèmes
Les mèmes Internet sont devenus plus populaires ces dernières années, de nombreuses plateformes en ligne partageant du contenu reflétant les expériences de personnes souffrant de divers problèmes de santé mentale, tels que l'anxiété, le trouble de la personnalité limite, les pensées suicidaires et la dépression. De nombreuses personnes utilisent des mèmes pour alléger leur fardeau émotionnel, trouver de l’humour dans leurs difficultés et se connecter avec d’autres personnes qui vivent des expériences similaires. Une étude a révélé que 47 % des étudiants ont déclaré utiliser des mèmes Internet comme moyen de soulager leurs symptômes psychiatriques. Les mèmes peuvent également présenter les problèmes de santé mentale comme étant à la mode ou attrayants plutôt que de se concentrer sur les difficultés réelles que ces problèmes causent. Les mèmes mettant en scène des personnages « littéralement moi » aux prises avec une maladie mentale sont devenus de plus en plus populaires au fil du temps, en grande partie en raison de l'attrait généralisé des mèmes sur Internet. Le film American Psycho met en scène Patrick Bateman, tandis que Joker se concentre sur le Joker, les deux personnages étant représentés comme des personnages « littéralement moi » aux prises avec une maladie mentale. Pourtant, leurs maladies sont toujours admirées et glorifiées dans la culture populaire.

## Approches théoriques

### Théorie de la culture
La théorie de la cultivation de George Gerbner suggère qu'une forte exposition médiatique conduit à une vision déformée de la réalité. La culture de premier ordre conduit les spectateurs à croire que l’environnement social présent dans les médias reflète le monde réel. La culture de second ordre conduit les spectateurs à former des attitudes, des opinions et des croyances en raison de cette exposition médiatique. Par conséquent, lorsque les gens rencontrent les mêmes représentations et modèles de maladie mentale à travers les médias, ils forment des croyances qui sont cohérentes avec ces représentations. Étant donné que le nombre de cas de violence perpétrés par des personnes souffrant de troubles mentaux est plus élevé dans les médias que dans la réalité, cette représentation erronée peut amener les téléspectateurs assidus à croire à tort que les personnes souffrant de troubles mentaux sont plus violentes qu’elles ne le sont en réalité.

### Théorie du cadrage
La théorie du cadrage est une théorie des communications de masse qui explique comment l'information peut être structurée et diffusée pour promouvoir un point de vue spécifique sur une question particulière. Dans le contexte des représentations de maladies mentales, la manière dont les médias présentent les informations sur la santé et les maladies mentales peut affecter les attitudes et les croyances du public à l'égard de ces maladies. Comme le cadrage est le plus souvent associé à des effets négatifs, il a également le pouvoir de redéfinir et de déstigmatiser les maladies mentales.

### Théorie de l'apprentissage social
La théorie de l’apprentissage social d’ Albert Bandura propose que les individus apprennent par l’expérience personnelle et l’observation des autres. Les comportements sont façonnés par les récompenses, les punitions et la modélisation, les comportements renforcés étant plus susceptibles d’être répétés. La théorie explique également que l’agressivité s’apprend en observant des actions agressives, comme le montrent des études où les enfants ont copié un comportement violent après l’avoir observé. La télévision joue un rôle dans l’enseignement et le renforcement des normes sociales, notamment sur la manière d’interagir avec les personnes atteintes de troubles psychiatriques.

### Biais de confirmation
Le biais de confirmation est la tendance des gens à être plus susceptibles de s'engager et de croire aux idées qui confirment leurs idées préconçues. Les médias de masse ne sont pas nécessairement la cause fondamentale de l’idée fausse ou du jugement généralisé du public sur les personnes souffrant de maladie mentale. Il s’agit cependant d’une façon pour les gens de confirmer leurs croyances et leurs préjugés existants sur les maladies mentales.

### Hypothèse du contact parasocial
L’ hypothèse du contact parasocial postule que les représentations positives des groupes minoritaires dans les médias contribuent à réduire les stigmates et les stéréotypes entourant ces groupes. En appliquant cette théorie à la représentation des maladies mentales, si les médias représentent des personnages équilibrés et précis qui souffrent de maladie mentale, ils peuvent remettre en question les stéréotypes de longue date et contribuer à réduire la stigmatisation entourant la santé mentale. De plus, lorsque les groupes internes et les groupes externes s’engagent dans des contacts positifs, il existe la possibilité de remettre en question les stéréotypes et les préjugés.

### Relations parasociales
Les relations parasociales se forment lorsque le public développe un attachement ou une relation unilatérale avec une célébrité ou une personne sous les feux des projecteurs. Ces relations peuvent recueillir le soutien et la défense du public lorsque la célébrité partage publiquement ses difficultés en matière de santé mentale. De plus, supposons que ces célébrités meurent par suicide ou dans d’autres cas liés à la santé mentale. Dans ce cas, les fans peuvent se sentir plus obligés de partager des ressources pour le traitement, de faire des recherches sur la maladie ou de participer à des discussions sur la santé mentale en personne et au sein de communautés en ligne.

### Les prosommateurs
Avec l’essor des médias sociaux et de la curation de contenu, les consommateurs deviennent des prosommateurs à un rythme croissant. Ce phénomène permet au public de participer à un commentaire culturel sur la santé mentale et de commencer à travailler pour remettre en question et changer les stigmates entourant la maladie mentale au sein des communautés en ligne.

## Perception moderne et regard vers l’avenir
La représentation de la maladie mentale dans les médias, y compris les films et les émissions de télévision, est présentée sous diverses formes, car les progrès technologiques se font au fil du temps et offrent un accès plus facile. L'expert des médias suggère que le public doit devenir plus ouvert à l'apprentissage de la maladie mentale en comprenant les éléments importants présentés sur les plateformes médiatiques, y compris les films et les divertissements télévisés.
L’article de revue concernant les représentations des médias sur la maladie mentale souligne également l’importance d’avoir des perceptions plus larges pour comprendre les différentes expériences des autres lorsqu’il s’agit d’aborder des sujets cruciaux liés à la maladie mentale. Puisqu’il a été constaté que les films sont également responsables de la représentation de diverses expériences d’autres personnes atteintes de maladie mentale, la représentation précise des caractéristiques associées est importante.
Le 21e siècle a apporté une narration nuancée avec une représentation de la maladie mentale qui encourage une discussion saine sur ce sujet souvent tabou.
Les consommateurs qui deviennent des prosommateurs ou des producteurs ouvrent la porte aux gens pour remettre en question les stigmates et les stéréotypes de longue date présents sur les plateformes médiatiques traditionnelles. Cette nouvelle vague de médias permet aux gens de créer du contenu et de le partager avec les communautés de manière plus efficace et plus appropriée. En outre, les témoignages de première main et le nombre croissant de discussions sur la santé mentale dans les communautés en ligne permettent au public de mieux comprendre la vie des personnes souffrant de maladie mentale et, par conséquent, de susciter davantage d’empathie.